# Видосава Арсенијевић
Видосава Арсенијевић (Косовска Митровица, 1968) је српска песникиња.

## Биографија
Рођена је 1968. године у Косовској Митровици, где је завршила основну и средњу школу. Дипломирала је на Правном факултету Универзитета у Приштини. Запослена је као секретар на Факултету за спорт и физичко васпитање Универзитета у Приштини са привременим седиштем у Лепосавићу. Мајка је двоје деце.
Заступљена је у бројним антологијама и зборницима српске поезије. Добитница је награде Перо Деспота Стефана Лазаревића 2010, награде „Григорије Божовић” 2011, као и више награда и признања за књижевно стваралаштво. Члан је Удружења књижевника Србије.
Објавила је збирке песама „Смотра гордости” 2002, „Недосег” 2008, „Чарна заручница” 2010, „Звона младеначка” 2011. и „Србин без Космета светиња без звона” 2014. године. Објавила је и филозофски есеј „Фрагменти о говору” 2005.